# لو شيانغ لين
لو شيانغ-لين (بالصينية: 羅香林) (ولد عام 1906 – وتوفي عام 1978) كان مؤرخًا صينيًا وباحثًا في علم الأعراق يُعد على نطاق واسع مؤسس الدراسات الحديثة لشعب الهاكا. تشمل إنجازاته تأسيس أول معهد لدراسات الهاكا في العالم، ومساهماته في التوثيق التاريخي والتعليق على الهجرة الهاكا.

## الحياة والتعليم
وُلد لو في قرية هاكا في بينغخه، بمقاطعة فوجيان خلال عهد أسرة تشينغ. التحق لاحقًا بـجامعة بكين حيث تخصص في التاريخ. أبدى اهتمامًا خاصًا بتاريخ الأقليات العرقية الصينية، لا سيما شعب الهاكا، وهم مجموعة هان فرعية يتحدثون لغة هاكا، وكانوا يُعدّون مهاجرين دائمين داخل الصين وخارجها.

## العمل الأكاديمي
بعد تخرجه، بدأ لو حياته المهنية الأكاديمية بتدريس التاريخ في عدة جامعات في الصين. انتقل إلى هونغ كونغ بعد الحرب الأهلية الصينية، حيث عمل في الجامعة الصينية في هونغ كونغ وساعد في تأسيس قسم التاريخ بها.
أسس أيضًا "معهد دراسات هاكا"، وهو أول مؤسسة أكاديمية مكرسة بالكامل لدراسة ثقافة وتاريخ شعب الهاكا. وقد أجرى أبحاثًا ميدانية مكثفة في مناطق الهاكا في قوانغدونغ، وفوجيان، وتايوان، وجنوب شرق آسيا، وكان له دور حاسم في رفع مستوى الوعي حول إسهامات شعب الهاكا في التاريخ الصيني.

## الأعمال والإنجازات
كتب لو العديد من الكتب والمقالات حول تاريخ الهاكا، وتاريخ الهجرات الصينية، والسلالات الحاكمة في الصين، والتاريخ المحلي لجنوب الصين. كان من أبرز مؤلفاته كتاب "تاريخ شعب الهاكا" الذي لا يزال مرجعًا أساسيًا في هذا المجال.

## الوفاة
توفي لو في هونغ كونغ عام 1978. وقد ترك إرثًا من الدراسات التاريخية التي ألهمت أجيالًا من الباحثين في الصين وخارجها.